# Actinolaimoides africans
Actinolaimoides africans är en rundmaskart. Actinolaimoides africans ingår i släktet Actinolaimoides och familjen Actinolaimidae. Inga underarter finns listade i Catalogue of Life.